# Góra Świętej Anny (województwo opolskie)
Góra Świętej Anny (dodatkowa nazwa w j. niem. Sankt Annaberg; hist. pol. Święta Anna, niem. Annaberg, śl. Świyntoł Ana, Świyntŏ Anna, Anaberg) – wieś w Polsce, położona w województwie opolskim, w powiecie strzeleckim, w gminie Leśnica, na Górnym Śląsku. Część miejscowości leży na stokach wzniesienia o tej samej nazwie, na którym stoją bazylika i sanktuarium, z rzeźbą św. Anny Samotrzeciej (XV wiek).

## Nazwa

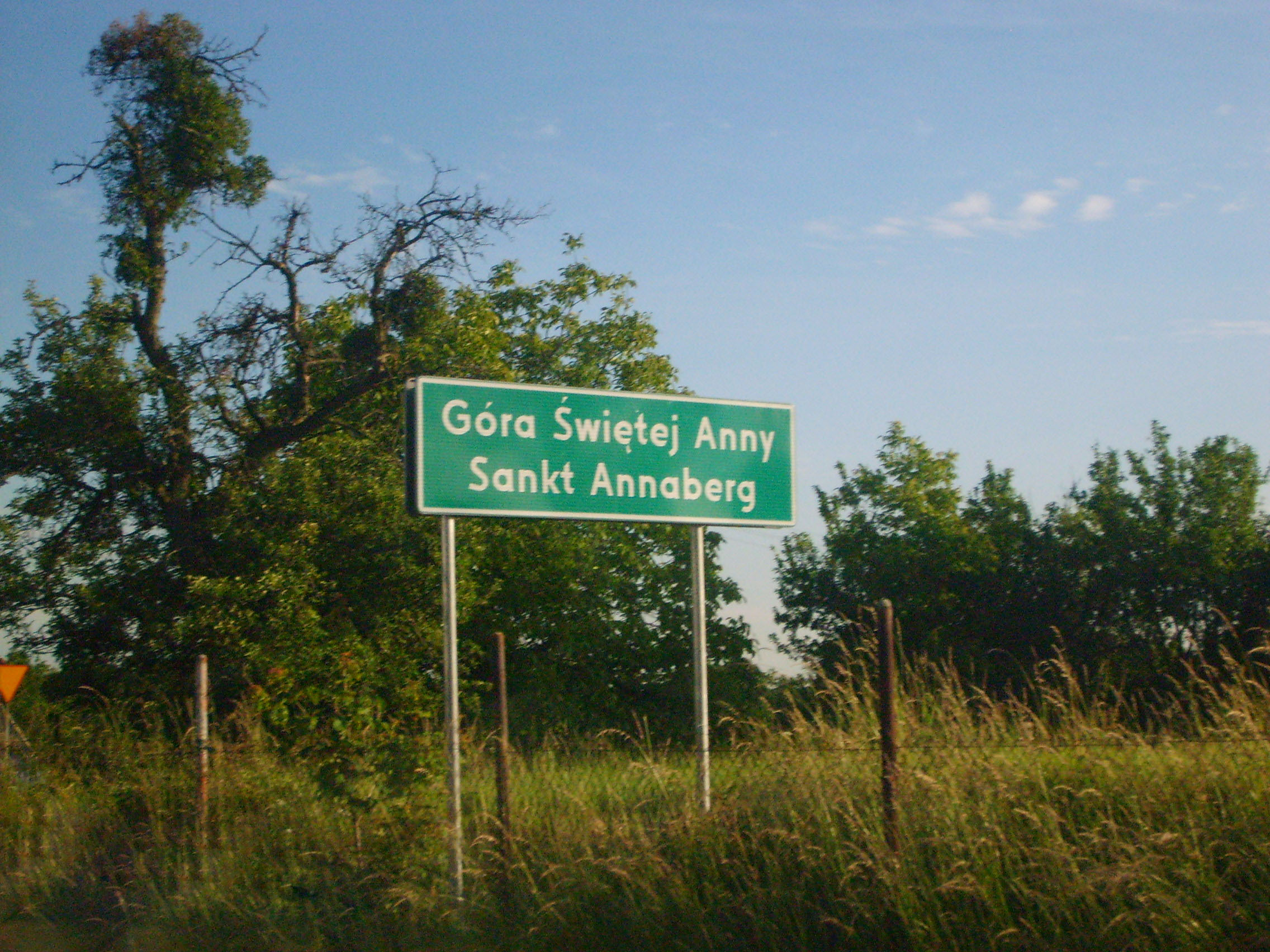
Dwujęzyczna tablica przy wjeździe do miejscowości

Kiedyś jej niemiecka nazwa brzmiała Annaberg, Ślązacy nazywali ją Chełmską Górą (choć obecnie popularnie określają ją Anaberg). Nazwa wywodzi się imienia świętej Anny patronki klasztoru znajdującego się na górze będącego celem katolickich pielgrzymek. W historii upowszechniła się także nazwa polska Święta Anna (po śląsku Świyntŏ Anna).
W alfabetycznym spisie miejscowości na terenie Śląska wydanym w 1830 roku we Wrocławiu przez Johanna Knie wieś występuje pod polską nazwą Święta Anna oraz dwiema niemieckimi Annaberg oraz Sankt Annaberg. W 1934 roku nazistowska administracja III Rzeszy oficjalnie zmieniła ją na Sankt Annaberg (choć używano już tej nazwy wcześniej, m.in. na mapach i pocztówkach, na przemian z Annaberg), ale już w 1941 r. została wprowadzona świecka nazwa Annaberg O.S.

## Historia

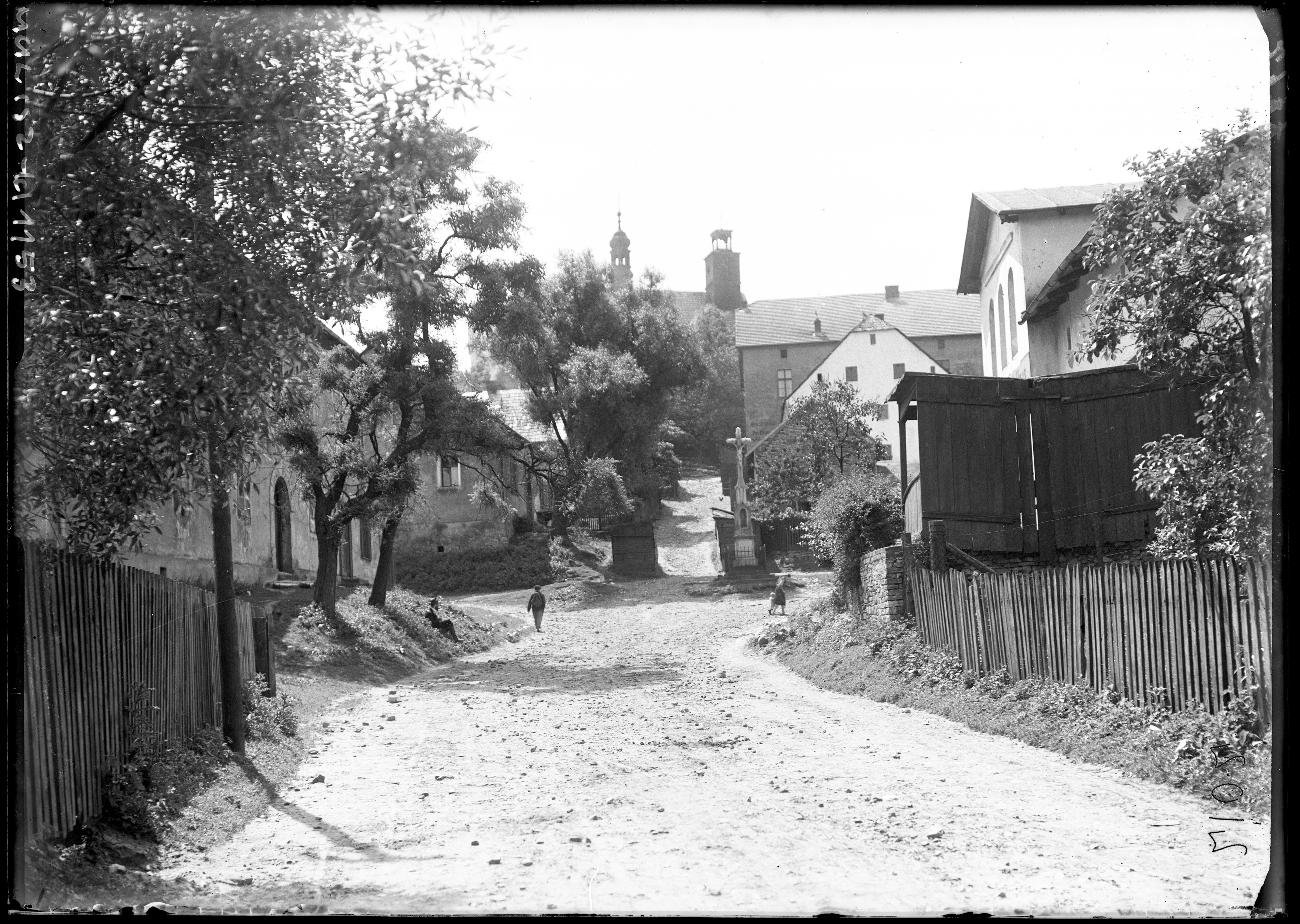
Zabudowa we wsi Góra Świętej Anny 1900-1940 r.

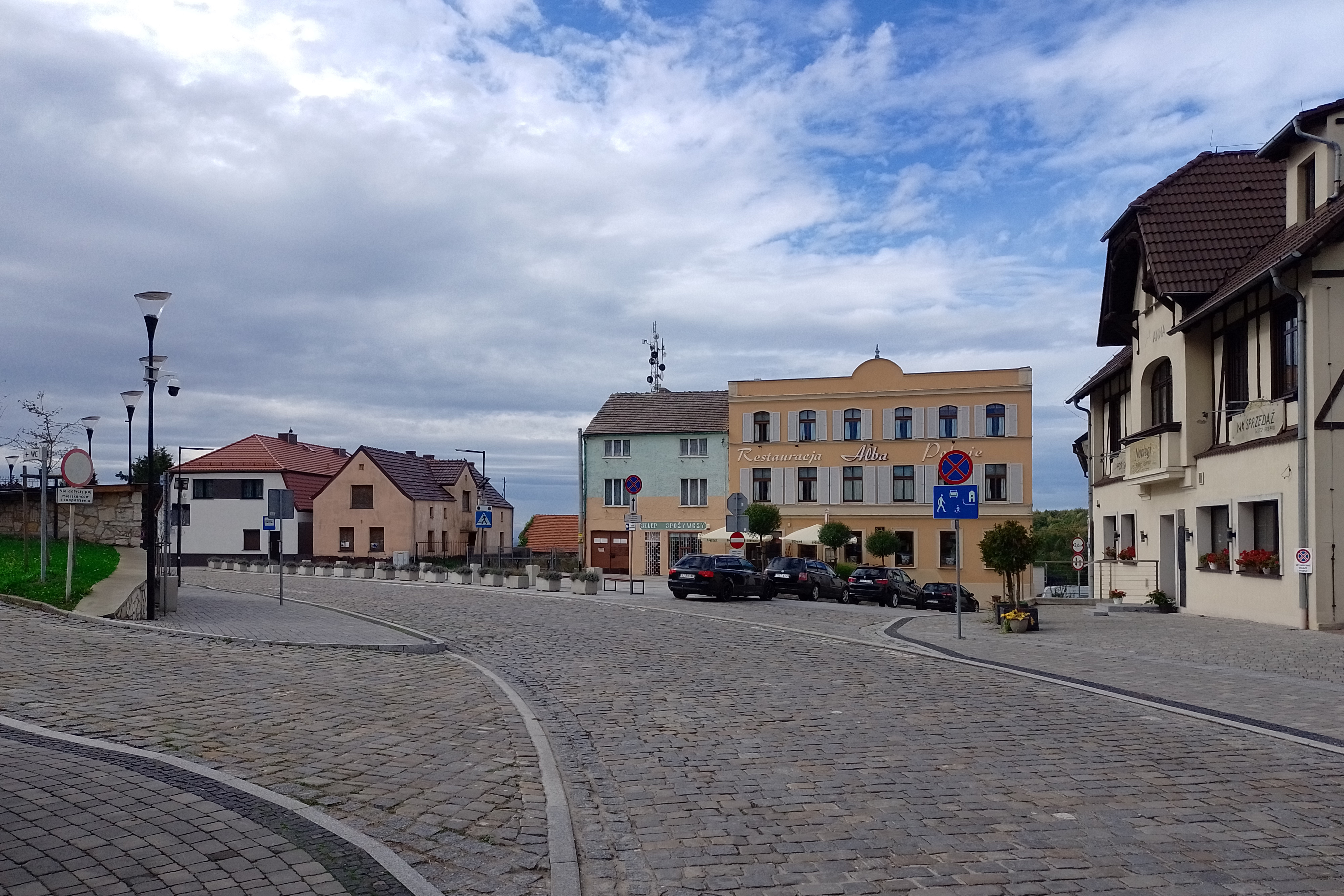
Rynek w Górze Świętej Anny

W latach 80. XV w. na szczycie pobliskiej góry zbudowano kościół albo kaplicę. Na mapach z 1561 i 1685 r. wzgórze nazywa się Georgenberg, prawdopodobnie od patrona ówczesnej świątyni. Pierwsze wzmianki o wsi są w źródłach z 1679 roku.
W 1720 r. w miejscowości mieszkały 54 osoby; w 1843 r. liczba ta wynosiła 476, a w 1910 r. – 707 (558 mówiących w j. polskim, 115 mówiących w j. niemieckim, 31 w obu językach). W 1861 r. miejscowość była ośrodkiem rzemieślniczym i miejscem targowym. Wśród mieszkańców znajdowało się wówczas 85 rzemieślników, którzy reprezentowali 13 specjalności. Od XVIII w. zaczęto wydobywanie nefelinitu, a od początku XIX w. powstawały regularne kamieniołomy tej skały i dodatkowo pierwsze kamieniołomy wapienia. Intensywne wydobycie nefelinitu oraz wapienia zaczęło się w latach 80. XIX wieku, a w kamieniołomie będącym obecnie rezerwatem, obie kopaliny wydobywano do 1946 roku.
W 1910 roku 558 mieszkańców mówiło w języku polskim, 31 w językach polskim i niemieckim, natomiast 155 osób posługiwało się jedynie językiem niemieckim. W wyborach komunalnych w listopadzie 1919 roku nie wystawiono tu listy polskiej. Podczas plebiscytu w 1921 roku w miejscowości uprawnionych do głosowania było 511 mieszkańców (w tym 107 emigrantów). Za Polską głosowało 91 osób, za Niemcami 403 osoby.
Góra św. Anny była miejscem walk z Freikorpsem w czasie III powstania śląskiego. 2/3 maja została obsadzona przez wojska powstańcze, które po kilku dniach opuścili ją bez walki. 

Nikt by nie przypuszczał, że wystarczyło na to około czterdziestu rezolutnych chłopców, uzbrojonych tylko w jeden karabin maszynowy i kilka karabinów ręcznych, z dwudziestoma nabojami na chłopa.

Ponownie została zajęta 7 maja. 9 maja udaremniono próbę kontrataku niemieckiego z rejonu Zdzieszowic. 21 maja, w wyniku wielkiej niemieckiej ofensywy od strony Gogolina, miejscowość została utracona. Mimo prób odbicia wsi, które trwały do 4 czerwca, Góra Świętej Anny pozostała w rękach niemieckich. W ramach antypolskich represji, z rąk Selbstschutz Oberschlesien zginęło 3 mieszkańców wsi: Ignacy Kwiotek, Ignacy Kwittek oraz Nowak, których w nocy z 7 na 8 czerwca wyciągnięto z domów, brutalnie zamordowano, a następnie ich ciała zrzucono ze skały.
Walki o Górę św. Anny zostały upamiętnione Pomnikiem Czynu Powstańczego, autorstwa Xawerego Dunikowskiego.
W latach 20. zrodził się projekt zmiany nazwy miejscowości z Annaberg na Ahnenberg („Góra Przodków”), który jednak nie został zrealizowany.
Poniżej miejscowości od 1936 r. znajdował się Dom Polski zwany „Pod Chełmskim Wierchem”, gdzie odbywały się zjazdy i kursy polskich organizacji działających w przedwojennych Niemczech. W 1936 r. na szczycie góry odbył się Zjazd Polaków Śląska Opolskiego, który zgromadził 6000 Polaków. Obecnie w budynku tym znajduje się filia Muzeum Śląska Opolskiego w Opolu.
W czasie II wojny światowej Niemcy założyli żydowski obóz pracy, w rejonie dzisiejszego Muzeum Czynu Powstańczego. Ofiary obozu prawdopodobnie pochowano na jego obszarze.
W latach 1945–1954 miejscowość była siedzibą gminy Góra Św. Anny.
Od 1988 r. miejscowość jest centrum Parku Krajobrazowego Góra Świętej Anny, obejmującego grzbiet Chełma, a więc zachodnią część Wyżyny Śląskiej. W miejscowości znajduje się muzeum przyrodnicze Parku, a przy drodze z miejscowości do Leśnicy jest Muzeum Czynu Powstańczego.
W 1996 r. w miejscowości mieszkało 560 osób.
Co roku w Górze Świętej Anny (w 2. połowie lipca) organizowane jest Święto Młodzieży – ogólnopolski zjazd młodzieży katolickiej. W tym czasie górę odwiedza ok. 2000 wiernych z Polski i zagranicy.
Przez północny kraniec miejscowości przebiega autostrada A4. Urządzony jest też MOP, który ma piesze połączenie z zabytkami i rezerwatem. Budowę tego odcinka autostrady przeprowadzono przez teren Parku Krajobrazowego wbrew intensywnym protestom organizacji ekologicznych.

## Zabytki

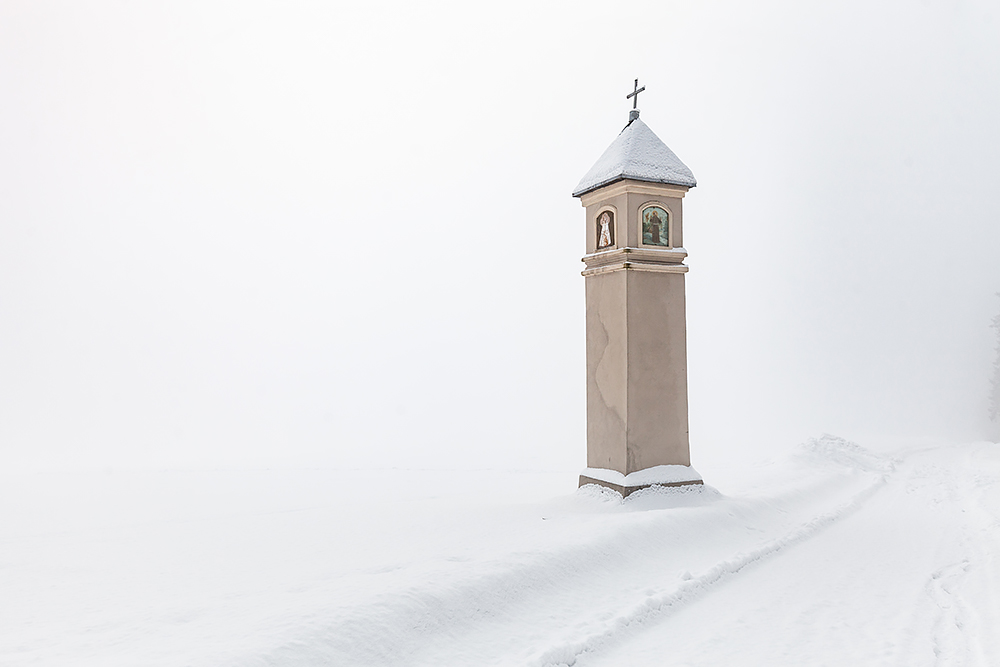
Kapliczka przydrożna we wsi Góra Św. Anny

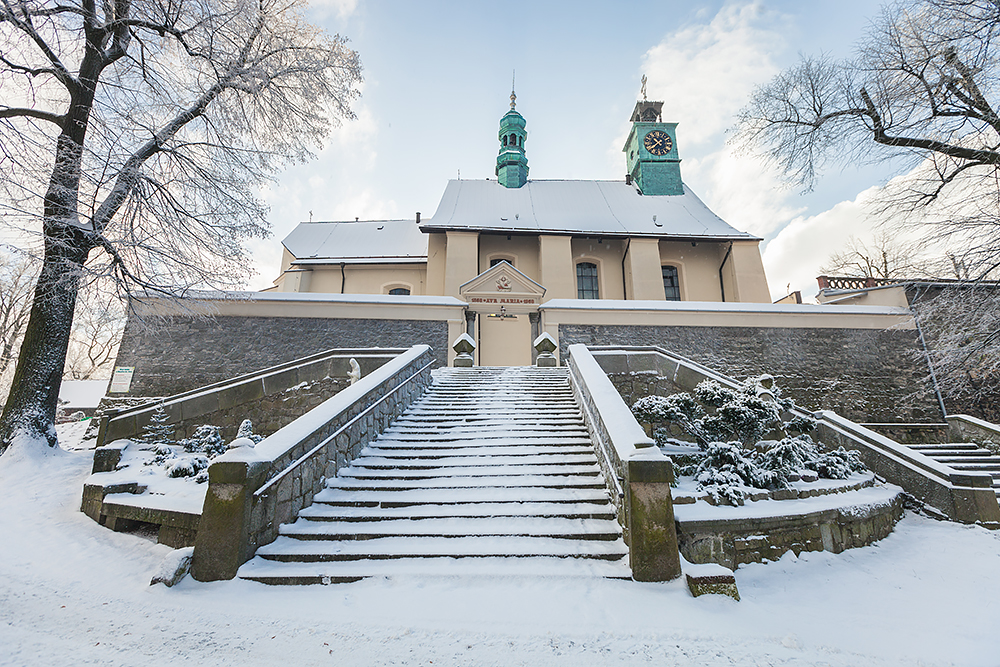
Schody od strony północnej do sanktuarium św. Anny

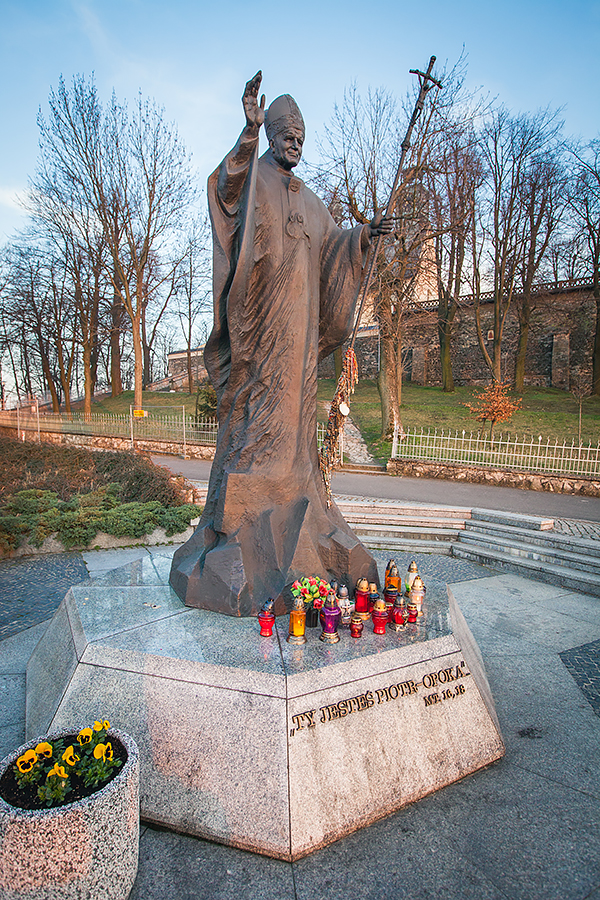
Pomnik św. Jana Pawła II w pobliżu bazyliki św. Anny. Odsłonięty 25 czerwca 2000 r.

Do wojewódzkiego rejestru zabytków wpisane są:
- obszar Góry Świętej Anny
- zespół klasztorny franciszkanów

Pierwszy kościół pw. św. Jerzego został zbudowany na górze w 1480 r. z fundacji Mikołaja i Krzysztofa Strzał (Strzel), właścicieli Poręby, Leśnicy i Żyrowej. Na początku XVII w. przeniesiono z Ujazdu do tutejszego kościoła słynącą cudami drewnianą rzeźbę św. Anny Samotrzeciej (z ok. 1480 roku), zawierającą relikwie świętej. Zmieniono też wtedy wezwanie kościoła i nazwę góry (wcześniej zwanej Górą Św. Jerzego). W 1655 r. na Górę Świętej Anny przybyło pod przewodnictwem o. Franciszka Rychłowskiego 30 franciszkanów z Krakowa, który opuścili w czasie wojny polsko-szwedzkiej, gdy spalono ich klasztor. Za zgodą kapituły z o. Krystianem Chojeckim na czele oraz właściciela ziemi opolskiej, króla Polski Jana II Kazimierza Wazy w latach 1656–1659 zbudowali oni drewniany klasztor na Górze Świętej Anny. W latach 1671–1673 na miejscu starego zbudowano nowy kościół w stylu barokowym fundacji hrabiego Gaschina. W latach 1733–1749 powstał murowany zespół klasztorny, do którego w 1768 r. dobudowano Rajski Plac (dziedziniec arkadowy), na którym obecnie stoi 15 stuletnich konfesjonałów. Jednocześnie w 1754 r. na kościele dobudowano sygnaturkę. W latach 1700–1709 wybudowano z fundacji hrabiego Gaschina 33 kaplice kalwaryjne, na południowo-wschodnich stokach góry. Zaprojektował je opolski architekt Domenico Signo. Nominalnie były własnością parafii w Leśnicy, faktycznie nie były użytkowane aż do 1763 roku, kiedy kalwarię przejęli zakonnicy z Góry Świętej Anny i podjęli działania, by uczynić je miejscem pielgrzymowania. W okresie 1756–1764 odnowiono stare kaplice, dobudowano 4 nowe, w 1764 r. uzyskano odpust papieski dla kalwarii. W 1766 r. o. Stefan Staniewski opracował program odprawianych na kalwarii nabożeństw, a teksty modlitw i pieśni umieścił rok później w polskim modlitewniku o. Wacław Waxmański. 12 września 1779 r. wyruszyła z Bytomia do Góry Świętej Anny pierwsza śląska pielgrzymka, zapoczątkowując ruch pielgrzymkowy do sanktuarium. W związku ze wzrastającą liczbą pielgrzymów kościół przebudowano w 1781 r. pod kierunkiem architekta ze Strzelec Opolskich Christopha Worbsa, który w latach 80. XVIII w. kierował także renowacją i przebudową kalwarii (dodano m.in. kolejną kaplicę, kilka innych drewnianych zamieniono na murowane). W 1810 r. klasztor uległ kasacji, a franciszkanów wysiedlono. Zakonnicy powrócili w 1860 roku, odnowili kościół, w 1868 r. dobudowali wieżę zegarową, jednak w 1875 r. znowu zostali wysiedleni, a klasztor zlikwidowano w związku z Kulturkampfem. Walce o zachowanie klasztoru oraz roli świątyni dla ludu śląskiego poświęcony jest poemat Norberta Bonczyka pt. Góra Chełmska z 1886 roku. Zakonnicy wrócili w 1887 roku. W 1897 r. powstały oba istniejące dziś neobarokowe ołtarze boczne oraz ołtarz główny autorstwa Rajmunda Kutzera (zdemontowany w 1957 roku), a w latach 1904–1905 przebudowano klasztor, m.in. jedno ze skrzydeł według projektu franciszkanina Mansuetusa Fromma OFM. Na przełomie XIX i XX w. przebywał w klasztorze jako zakonnik Chryzogon Reisch, autor monograficznej pracy o historii tutejszego klasztoru. Pod koniec XIX w. wykupiono kamieniołom nefelinitu tuż za północnym murem klasztoru, zasypano go i w latach 1912–1913 urządzono plac modlitewny oraz grotę na wzór groty z Lourdes projektu Johanna Carla Bauma. W okresie 1913–1916 w 14 bocznych grotach zbudowano tam stacje Męki Pańskiej, częściowo fundowane przez rodziny poległych w I wojnie światowej. W latach 1928–1938 zbudowano na południe od klasztoru Dom Pielgrzyma. W 1939 r. Niemcy zabronili odprawiać w klasztorze msze w języku polskim, a 13 listopada 1940 r. wyrzucili franciszkanów z klasztoru, oddając budynek Niemcom z Rumunii, niszcząc przy okazji bibliotekę klasztorną, skuwając polskie napisy i konfiskując zbiory muzeum klasztornego. W czasie wojny Niemcy aresztowali gwardiana Bonifacego Wiesiołka. W okresie 1957–1963 Josef Mitschke dokonał przebudowy wnętrza kościoła w stylu neobaroku, wykonując neobarokowe sztukaterie, malowidła ścienne i główny ołtarz, a w 1992 r. jego syn Georg zbudował neobarokowy prospekt organowy. W 1949 r. miał miejsce zjazd kapłanów z udziałem prymasa Stefana Wyszyńskiego, a w 1983 r. świątynię odwiedził papież Jan Paweł II. Na jego cześć po stronie północnej bazyliki postawiono w 2000 r. pierwszy w województwie opolskim pomnik Jana Pawła II, będący kopią monumentu z Płocka, autorstwa Zemły.
- - kościół pw. św. Anny z 1490 roku, przebudowany w 1665 r. i w XVIII wieku,
  - klasztor z lat 1730–1749, przebudowany w 1905 roku,
  - dziedziniec krużgankowy z przełomu XVIII i XIX wieku,
  - 26 kaplic Drogi Męki Pańskiej i Dróżek Matki Boskiej z XVIII wieku,
  - 6 kaplic maryjnych z XVIII wieku,
  - kaplica pw. św. Józefa z połowy XVIII wieku,
  - mogiła powstańców śląskich,
  - 2 mogiły żołnierskie,
  - budynek gospodarczy, tzw kuźnia
- dom pielgrzyma, część centralna i skrzydło zachodnie, ul. Jana Pawła II, z lat 1929–1939,
- karczma, obecnie dom mieszkalny, ul. Leśnicka, z przełomu XVIII i XIX wieku,
- dom Związku Polaków w Niemczech, obecnie Muzeum Czynu Powstańczego, z początku XX wieku,
- piec wapienniczy – szybowy, obok amfiteatru, z połowy XIX wieku.

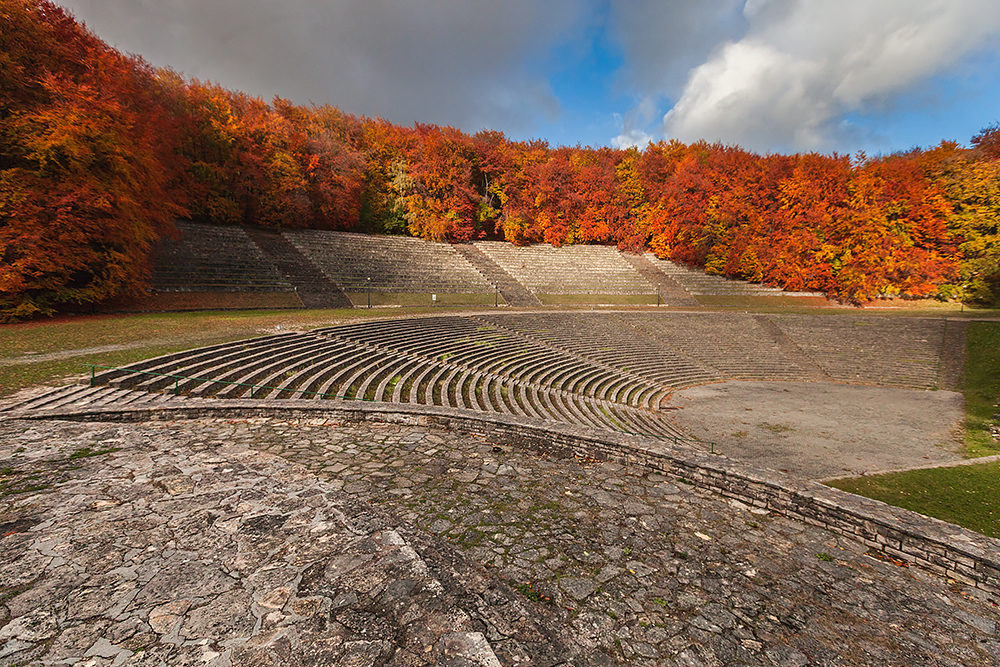
Amfiteatr skalny na Górze Świętej Anny

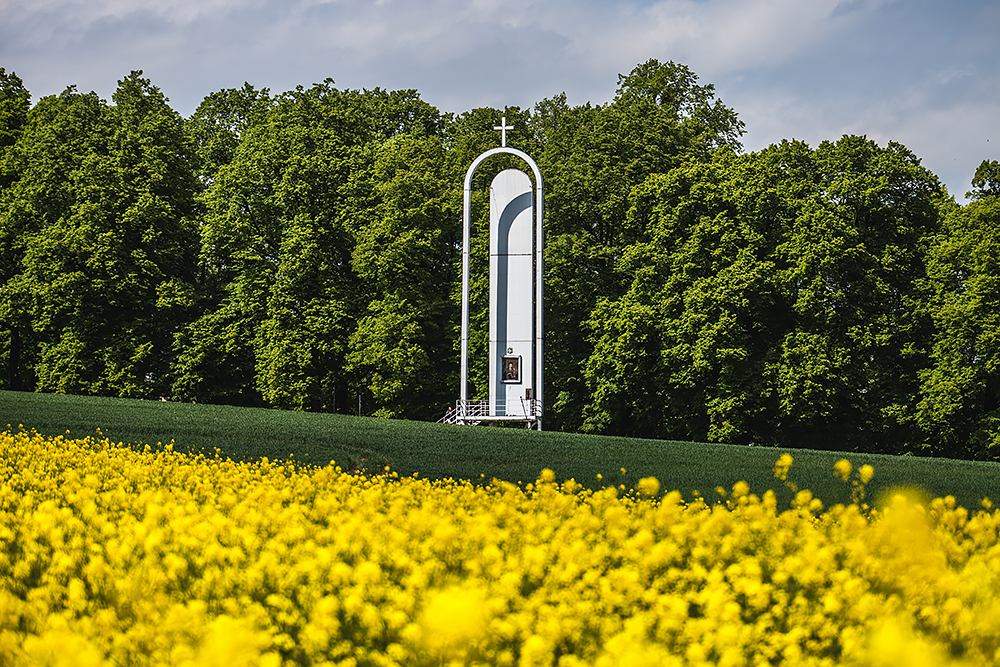
Fragment ołtarza papieskiego na pamiątkę wizyty papieża Jana Pawła II w 1983 r.

- amfiteatr

Inne zabytki:
- amfiteatr

W latach 1934–1938, wykorzystując ukształtowanie terenu – nieczynny kamieniołom wapieni triasowych w zachodniej części miejscowości, Niemcy wybudowali na zboczu góry amfiteatr, na 7000 miejsc siedzących i 23 (według innych źródeł 43) tysiące stojących. W 1938 r. odsłonięto na górnej krawędzi amfiteatru mauzoleum, poświęcone niemieckim uczestnikom walk III powstania śląskiego. Mauzoleum w kształcie rotundy zbudowane było z bloków wapienia triasowego, zawierało też przypory z granitu permskiego spod Lipska. Po II wojnie światowej, po przyłączeniu Śląska do Polski, w 1945 r. został wysadzony niemiecki pomnik; współcześnie, amfiteatr jest zaniedbany.
- pomnik Xawerego Dunikowskiego

19 maja 1946 roku, podczas obchodów 25. rocznicy wybuchu III powstania śląskiego, rozpoczęto symbolicznie wznosić Pomnik Czynu Powstańczego według projektu Xawerego Dunikowskiego, który ukończono w 1955 roku. Pomnik i obudowa cokołu wykonane są z karbońskiego granitu ze Szklarskiej Poręby (kamieniołom w Hucie).

## Muzea i inne atrakcje turystyczne
- Muzeum Czynu Powstańczego w Górze Świętej Anny
- Muzeum Krzyża Świętego (ul. Leśnicka 22) założone w 2020 w budynku dawnej karczmy[28]
- Muzeum misyjne i klasztorne w klasztorze Franciszkanów[29]
- Ekspozycja opolskich skamieniałości, skał oraz minerałów w budynku dyrekcji Parku Krajobrazowego Góra św. Anny[30]

W obrębie miejscowości znajduje się kilka nieczynnych kamieniołomów wapienia triasowego i nefelinitu (w tym rezerwat geologiczny „Góra św. Anny”), kilka sztolni wykutych w skałach oraz 2 jaskinie.
Zespół klasztorny franciszkanów z kalwarią, Muzeum Czynu Powstańczego i pomnik czynu powstańczego w Górze Świętej Anny zostały wymienione w Kanonie Krajoznawczym Polski. Oddział PTTK „Sudetów Wschodnich” w Prudniku przyznaje Kolarską Odznakę Turystyczną w „Królestwie Pradziada” za odwiedzenie m.in. Góry Świętej Anny.

## Góra Świętej Anny w literaturze
- Górze Świętej Anny swój poemat „Góra Chełmska, czyli Święta Anna z klasztorem oo. franciszkanów. Wspomnienia z 1875 r.” zadedykował śląski poeta Norbert Bonczyk[34]
- Józef Lompa, górnośląski działacz społeczny, etnograf, nauczyciel, poeta i publicysta, poświęcił Górze Świętej Anny 2 dzieła ze swojej twórczości:
  - „Historya o pobożnej i błogosławionej Petroneli, polskiej pustelnicy na górze Chełm u S. Anny w Górnym Szląsku”. pbi.edu.pl. [zarchiwizowane z tego adresu (2012-03-08)]. (cyfrowa wersja tekstu online z 1855 roku),
  - „Kwiaty moralne zbierane na Górze Świętej Anny w Górnym Szląsku, wydawające najprzyjemniejszą wonność i posiłek dla dusz pobożnych chrześciańskich: bukiet pierwszy”. pbi.edu.pl. [zarchiwizowane z tego adresu (2012-03-08)]. (cyfrowa wersja tekstu online z 1854 roku).